# 흑기흉상어
흑기흉상어(黑鰭兇 ── , 영어: blacktip shark)는 흉상어목 흉상어과에 딸린 물고기이다. 등지느러미와 꼬리지느러미 끝이 뚜렷한 검은색을 띤다. 인도양과 태평양의 열대 산호초 지대 얕은 연안수역에 서식한다. 몸길이는 최대 1.6미터까지 자란다. 학명은 카르카르히누스 멜라노프테루스(라틴어: Carcharhinus melanopterus). 참고로, 아쿠아리움(수족관)에서 흔히 볼 수 있는 상어의 일종이다.

## 같이 보기
- 장완흉상어